# Wolfhaag
Wolfhaag est un hameau néerlandais situé dans la commune de Vaals, dans la province du Limbourg néerlandais. En 2009, Camerig comptait environ 160 habitants.